# (10289) Geoffperry
(10289) Geoffperry (1984 QS) – planetoida z pasa głównego asteroid okrążająca Słońce w ciągu 5,71 lat w średniej odległości 3,19 j.a. Odkryta 24 sierpnia 1984 roku.